# Шолом із Гйормундбю
60°10′37″ пн. ш. 10°20′47″ сх. д. / 60.17694444° пн. ш. 10.34638889° сх. д.
Шолом із Гйормундбю (норв. Gjermundbuhjelmen) — залізний шолом з напівмаскою епохи вікінгів з Норвегії. Є єдиним добре збереженим скандинавським шоломом (з 2020 р. — одним з двох, якщо рахувати англо-скандинавський шолом, знайдений в англійському місті Ярм) і унікальним за формою; датується кінцем IX  — початком X століття. Напівмаска шолома з Гйормундбю схожа на фрагмент напівмаски шолома Х століття, знайдений у кінці XIX століття в садибі Десятинної церкви у Києві.

## Виявлення
Шолом виявлено в багатому похованні воїна (за традиціями вікінгів, із загиблим воїном клали речі, які мали б знадобитися йому в Царстві мертвих, і проводили обряд кремації) навесні 1943 року на фермі Гйормундбю, біля Хаусбюгда (комуни Рінґеріке, провінції Бускерюд) в Норвегії.
Його було знайдено випадково фермером Ларсом Гйормундбю 20 березня 1943 року. Дослідникам Університету Осло було повідомлено про це лише пізніше. Куратор Сверре Марстрандер та помічник музею Шарлотта Бліндхейм провели розслідування, яке підтвердило наявність на цьому місці похоронної камери епохи вікінгів.
Шолом знайдено по частинах (як вважалося, 9 фрагментів.) і пізніше відновлено. Фахівці консервації з Університету Осло в ході досліджень датували шолом епохою вікінгів. У похованні Гйормундбю (Gjermundbu-funnet) також виявлені предмети озброєння. Нині виставлений в Історичному музеї в Осло.

## Місце розкопок

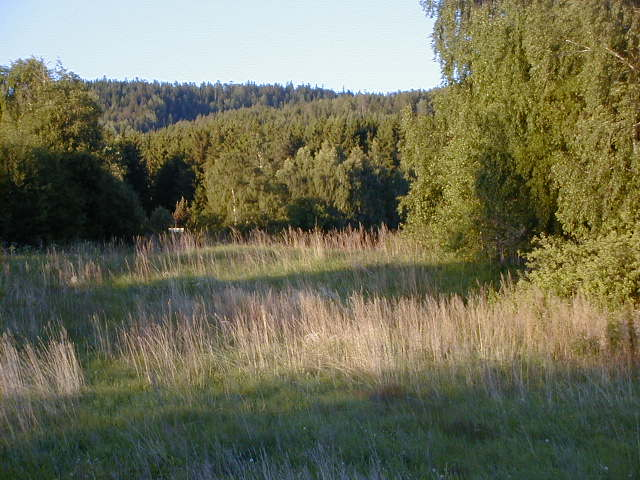
Місцезнаходження поховання на фермі Гйормундбю
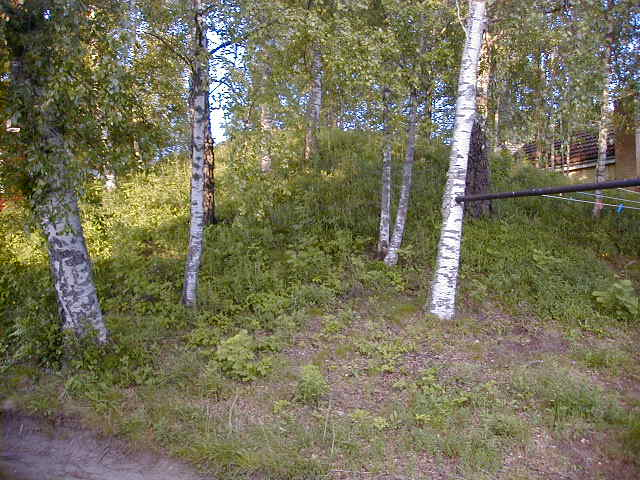
Курган, який ще не розкопаний

Курган мав довжину 25 метрів, ширину 8 метрів у найширшому місці та 1,8 метра висоти в середній частині. Більша частина кургану сформована кам'янистим грунтом; однак внутрішню частину середньої частини було вимощено великими валунами. Деякі камені були знайдені навіть на поверхні кургану. У середній частині, приблизно на один метр під поверхнею та під кам'яним шаром, була виявлена перша могила, так звана Гйормундбю І.
Знахідка була розташована поряд з валунами, що утворювали поховальну камеру. При цьому було виявлено низку предметів. З точки зору якості обладнання для розкопок, знахідка є найбагатшою чоловічою могилою часів вікінгів у Норвегії (після човнових курганів: Гокстадського корабля в Саннефіорді й Тунського корабля у Рольвсеї та камерної могили з того самого місця). Дослідник Хельге Браатен датує поховання другою половиною X століття.
Шолом знаходився в найменшому (з двох великих на фермі) кургані, який містив, серед іншого:
- фрагменти шолома
- фрагменти кольчуги
- майстерний меч типу S за класифікацією Яна Петерсена
- 2 списи
- 2 сокири
- 4 умбони щита
- 2 шпори
- 5 або 6 вудил

У травні 1943 р. Сверре Марстрандер повернувся до місця розкопок і виявив ще одну могилу вікінга, в більшому кургані по сусідству (у 8 метрах від Гйормундбю I, у західній частині кургану). Зараз їх називають, відповідно, Гйормундбю I і Гйормундбю II.
У другому кургані було знайдено двосічний меч типу М, бойову сокиру та наконечник списа.

## Опис

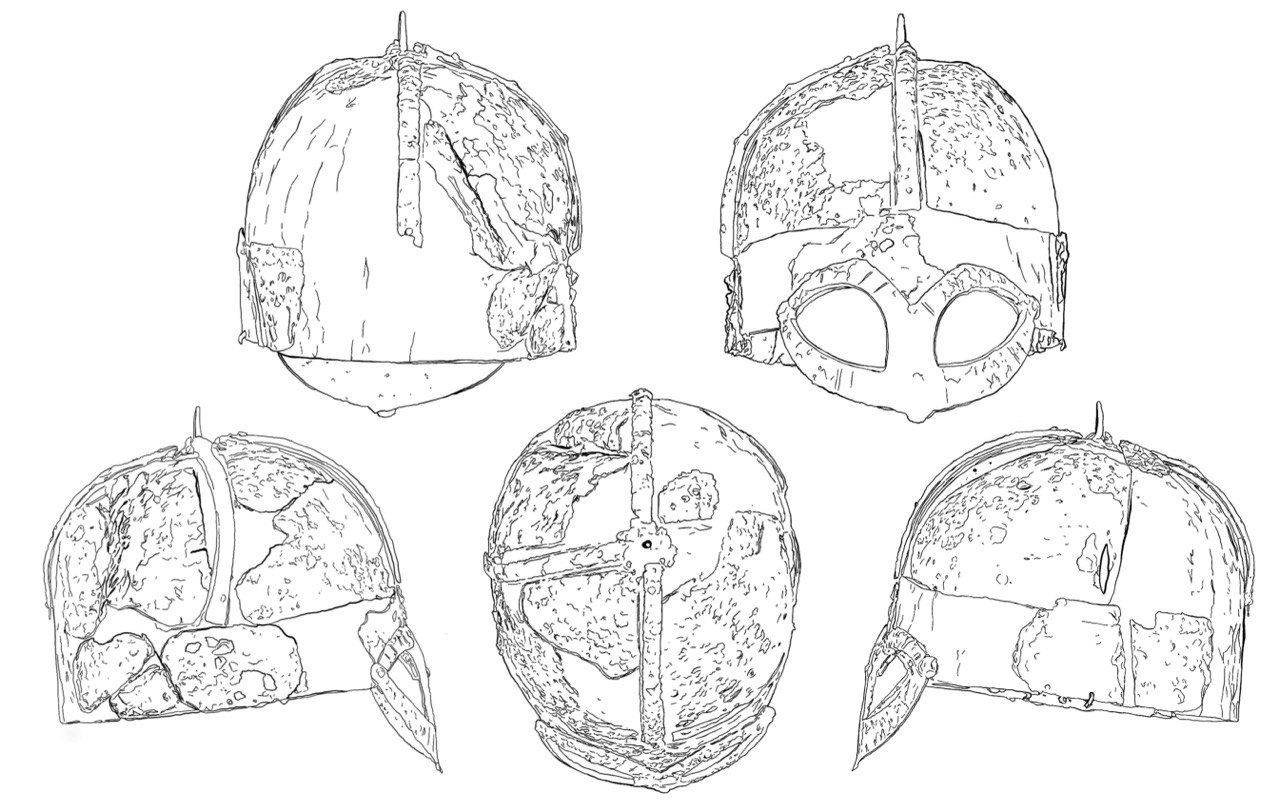
Графічне зображення шолому із Гйормундбю в різних ракурсах

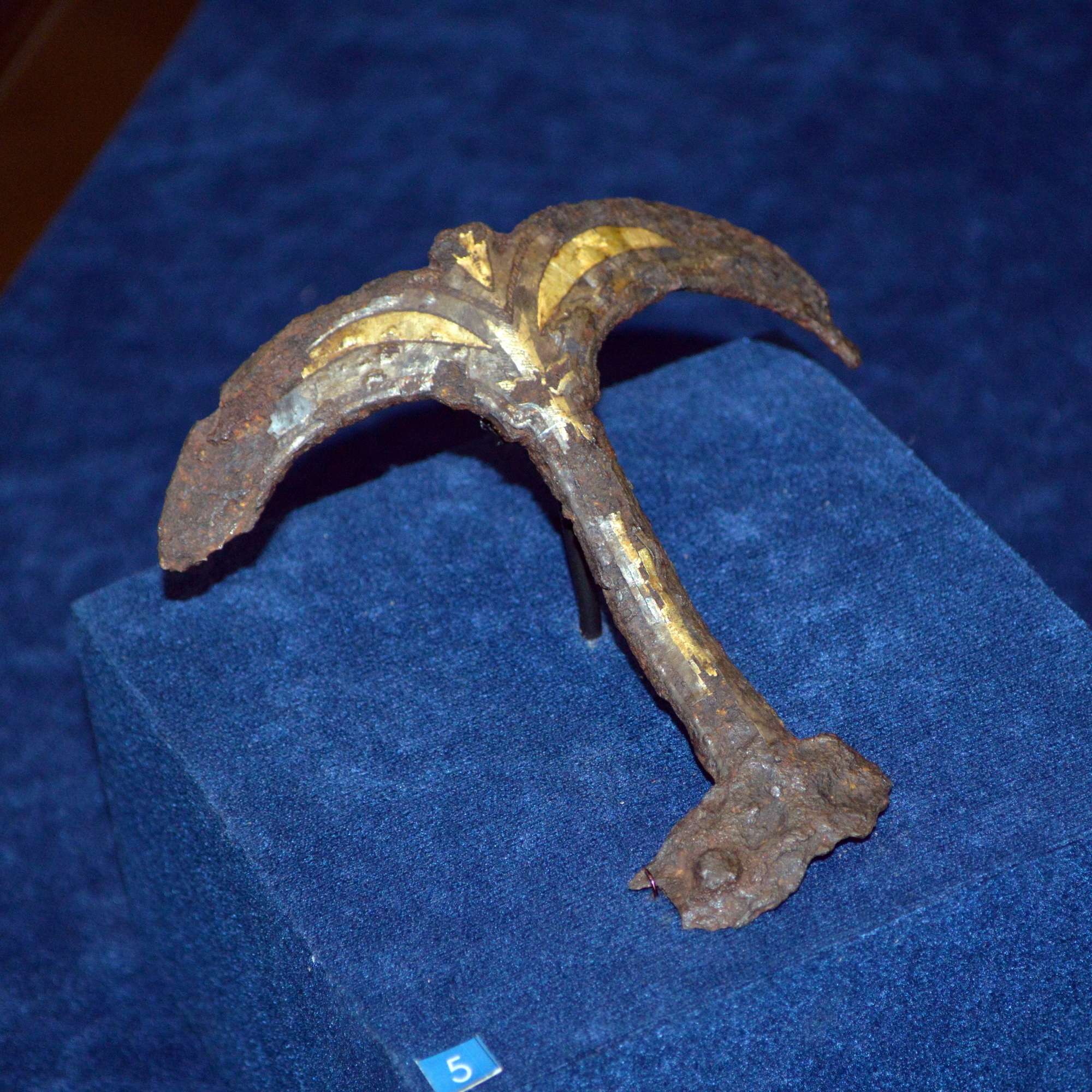
Фрагмент шолома з Києва (НМІУ)

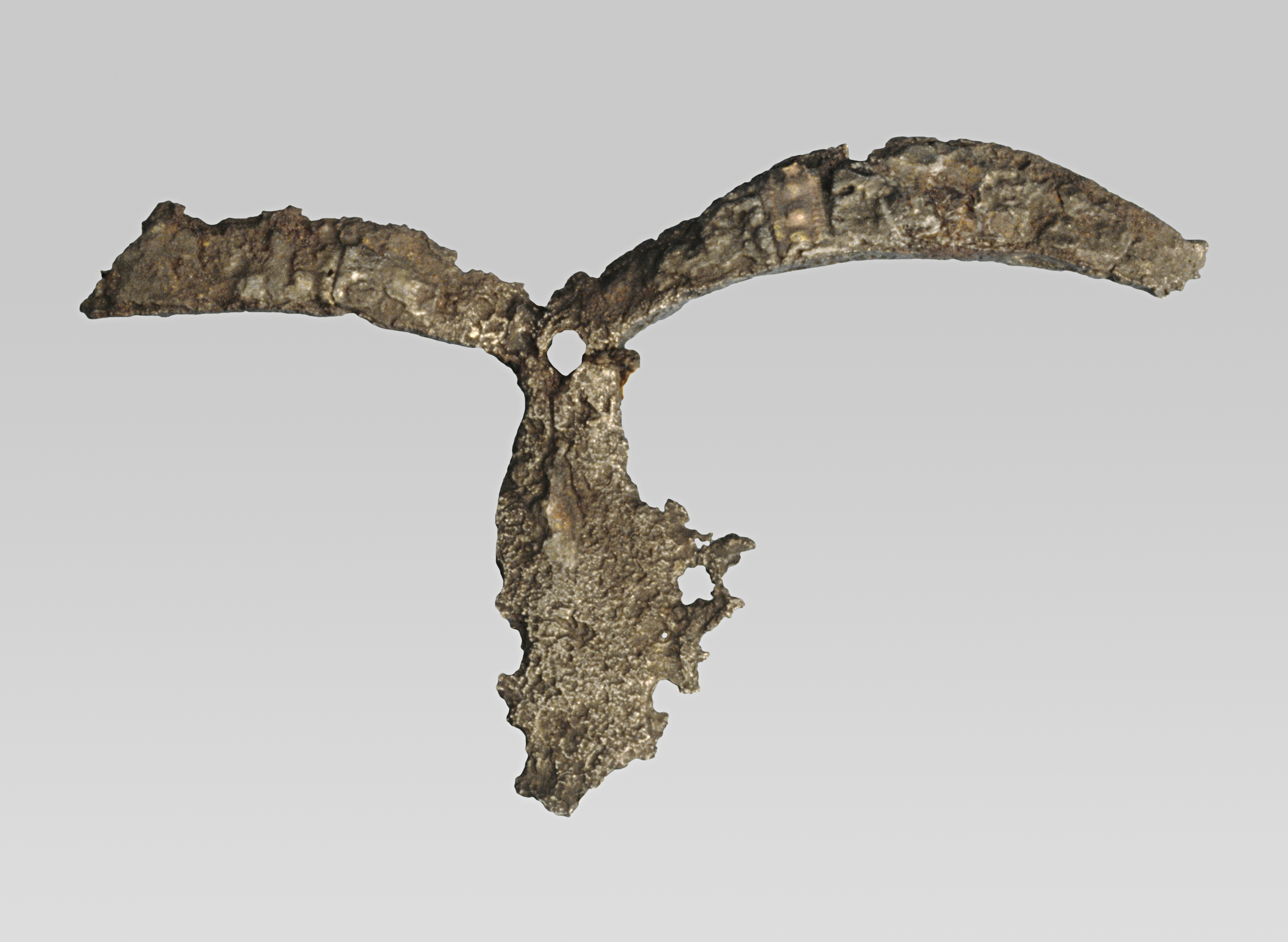
Фрагмент шолома Тьєле

Шолом датується періодом 950—975 рр.. Він не має прикрас, які часто зустрічаються на майстерних шоломах давніх часів, але оснащений захистом обличчя у формі окулярів. На шоломі, ймовірно, також була шийна броня.
Шолом є цінним і, враховуючи кількість та вартість предметів, знайдених разом із ним, мабуть, належав могутній людині, можливо одному з монархів королівства Рінгеріке. Відсутність знахідок інших шоломів цього часу може свідчити про те, що вікінги зазвичай не носили шолом на війні та в боях.
Залізний шолом з Гйормундбю викуваний з 4-х пластин у формі казанка з гребенем у верхній частині.
Шолом в профіль і в анфас мав чітку сферо-циліндричну форму. Висота шолома близько 15 см (без урахування маски і навершя). Шолом овальний з поперечними розмірами 16,5×20 см. Верхня частина корпусу шолома сформована чотирма трикутноподібними пластинами, що кріпилися на хрестоподібному каркасі, утвореному однією довгою дугою і двома короткими. Пластини верхньої частини шолома накладалися зверху на дуги каркаса і притискалися напівкруглими накладками - «ребрами», які склепувались з дугами за допомогою довгих заклепок. Вершини пластин приклепувалися до квадратоподібної пластини, викуваній на одній з дуг каркаса. У піднесеному у вигляді піраміди центрі цієї пластини кріпився штир  — навершя.
Нижня частина пластин заклепками приклепувалися до вінця, що являв собою смугу шириною 52-55 мм з ребром, пробитим на відстані близько 10 мм від верхнього краю.
До передньої частини вінця за допомогою п'яти заклепок приклепана напівмаска. Зовнішня її поверхня була прикрашена інкрустацією кольоровим металом.
«Окуляри» служили захистом очей і носа при ударі по обличчю. Також на шоломі з потиличної боку для захисту шиї і надобличчєвої частини імовірно була кольчуга (збереглася частково і являє собою два кільця з обох боків шолому на відстані 3 сантиметри один від одного), також це могли бути шкіряні нащічники, що кріпились на кільця та не збереглись після кремації. Внутрішня частина шолома, швидше за все, була обшита вовною або шкірою, щоб пом'якшити удари (ніби підкладка з пінопласту у велосипедному шоломі). На знахідці присутні сліди корозії і пошкоджень зброєю, вказуючи на ймовірність смерті похованого від сильного удару.
Шолом схожий зі знайденими в Англії і Скандинавії, і був до моменту поховання застарілим. Ілюстративні джерела доводять, що у пізнішу добу вікінгів в Північній і Східній Європі ширше поширені були шоломи конічної форми з носовою пластинкою. Шолом із Гйормундбю конструктивно сходить до шоломів вендельскої епохи, які, як і англосаксонський шолом із Саттон Гу, наслідували пізньоримські шоломи з поздовжнім гребенем, конструкцію яких у свою чергу римляне позичили в Персії, перські же шоломи можливо сходять до середньоазійських шоломів IX—VIII ст. до н. е. Таким чином шолом із Гйормундбю є частиною зброярської традиції, яка нараховує, можливо, біля 1000 років.
У нинішній час (з початку ХХІ ст.) шолом з Гйормундбю широко тиражується як «типовий шолом вікінга», замінивши популярні (але такі, що не мають археологічного підтвердження) рогаті шоломи.
Шолом з Гйормундбю — єдиний оригінальний шолом з епохи вікінгів в Скандинавії.
Разом із фрагментом шолома Тьєле, двома фрагментами з Готланда та фрагментом з Києва, це також єдиний відомий шолом, який вдалося реконструювати. Крім того, 2020 року було встановлено, що шолом з Ярма, знайдений у 1950-х рр. в місті Ярм, графство Північний Йоркшир, Велика Британія, датується Х ст. н. е., що робить його другим відомим відносно добре збереженим вікінгським шоломом, за умови, що він був створений саме вікінгами.

## Реставрація шолому

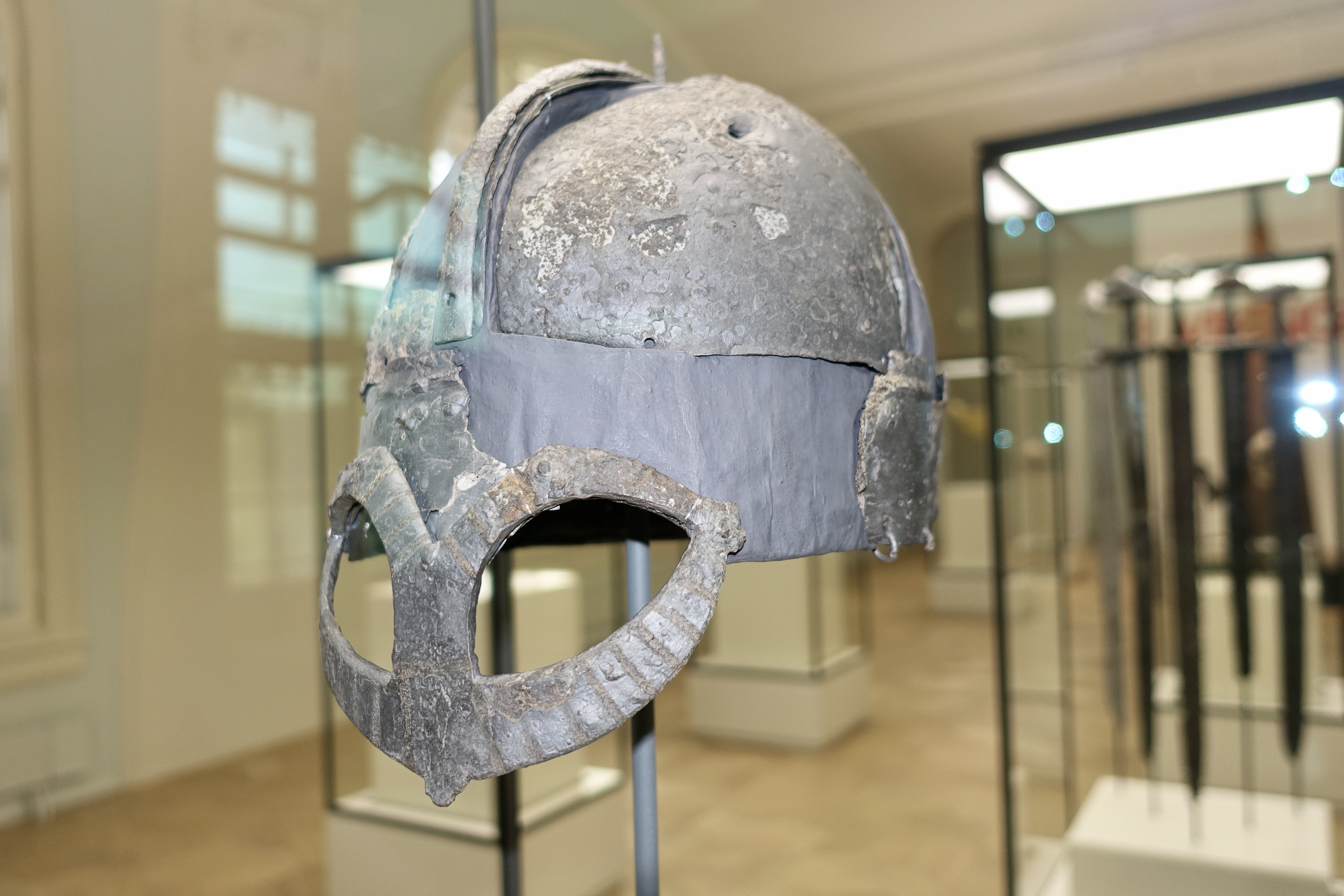
Реставрований Вегардом Віке шолом з Гйормундбю під вітриною в Осло, 2020 р.

Археологи виявили шолом частинами. У кургані лежало дев'ять шматків колись цілісного шолому. У музеї їх зібрали, однак, на думку норвезьких археологів, не зовсім правильно. А оскільки шолому понад тисячоліття і він пройшов через кремацію, тобто є крихким, то і переробляти зібране тоді не стали. При цьому як саме мав виглядати шолом, в загальних рисах, було зрозуміло, і відповідна правильна замальовка була зроблена археологом Сігурдом Грігом 1947 року.

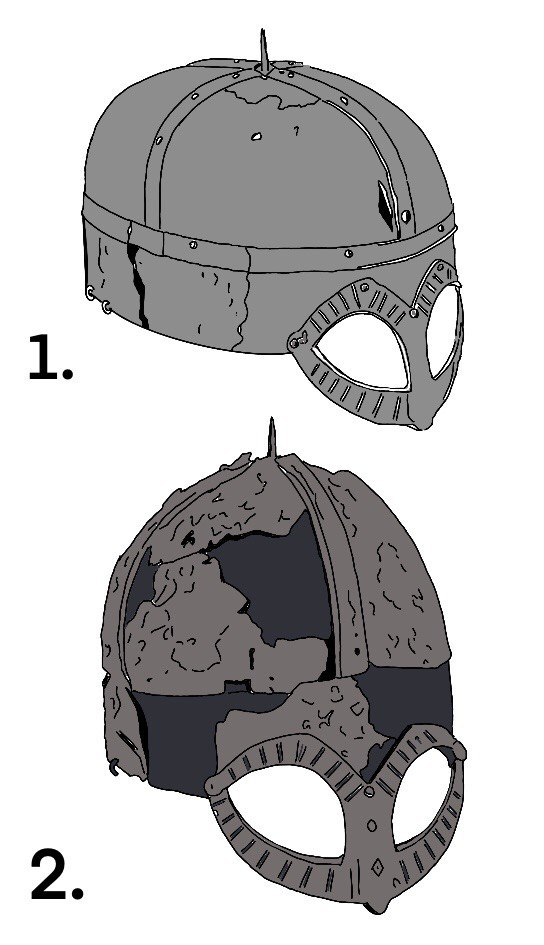
1. Ілюстрація шолому Гйормундбю на основі здогадок С. Гріга.
2. Ілюстрація шолому Гйормундбю на основі реставрації В. Віке

Лише 16 січня 2018 року норвезький історик-реконструктор Вегард Віке почав реставрацію шолому, що включала в себе розбирання, мікро-піскоструменеву обробку, детальну фотозйомку всіх фрагментів, рентгенологію, 3D-сканування і перезбирання.
Реконструктор виявив, що можливо насправді фрагментів не 9, а більше, адже залізні залишки зі складу музею (що до цього вважалися елементами котла, в якому знаходилися предмети) належать шолому. Згодом В. Віке встановив, що всього фрагментів 17.
Після розібрання старої моделі та обробки всіх частин основна увага була зосереджена на перемонтуванні фрагментів у цілісний шолом для демонстрації. Спочатку потрібно було знайти найкращий спосіб розташування деталей. Певною мірою це мав бути компроміс, оскільки кілька фрагментів сильно деформовані. Потім з паперу та клею було сформовано і пофарбовано кріпильний ковпак (щоб мати можливість вмістити та утримувати на місці всі деформовані й тендітні частини шолома, в цьому ковпаку довелося зробити багато вм'ятин).
21 березня 2019 року реставрований шолом було виставлено на вітрину.
Крім того, 3D-модель реставрованого шолома з Гйормундбю відтоді доступна в мережі.

## Галерея

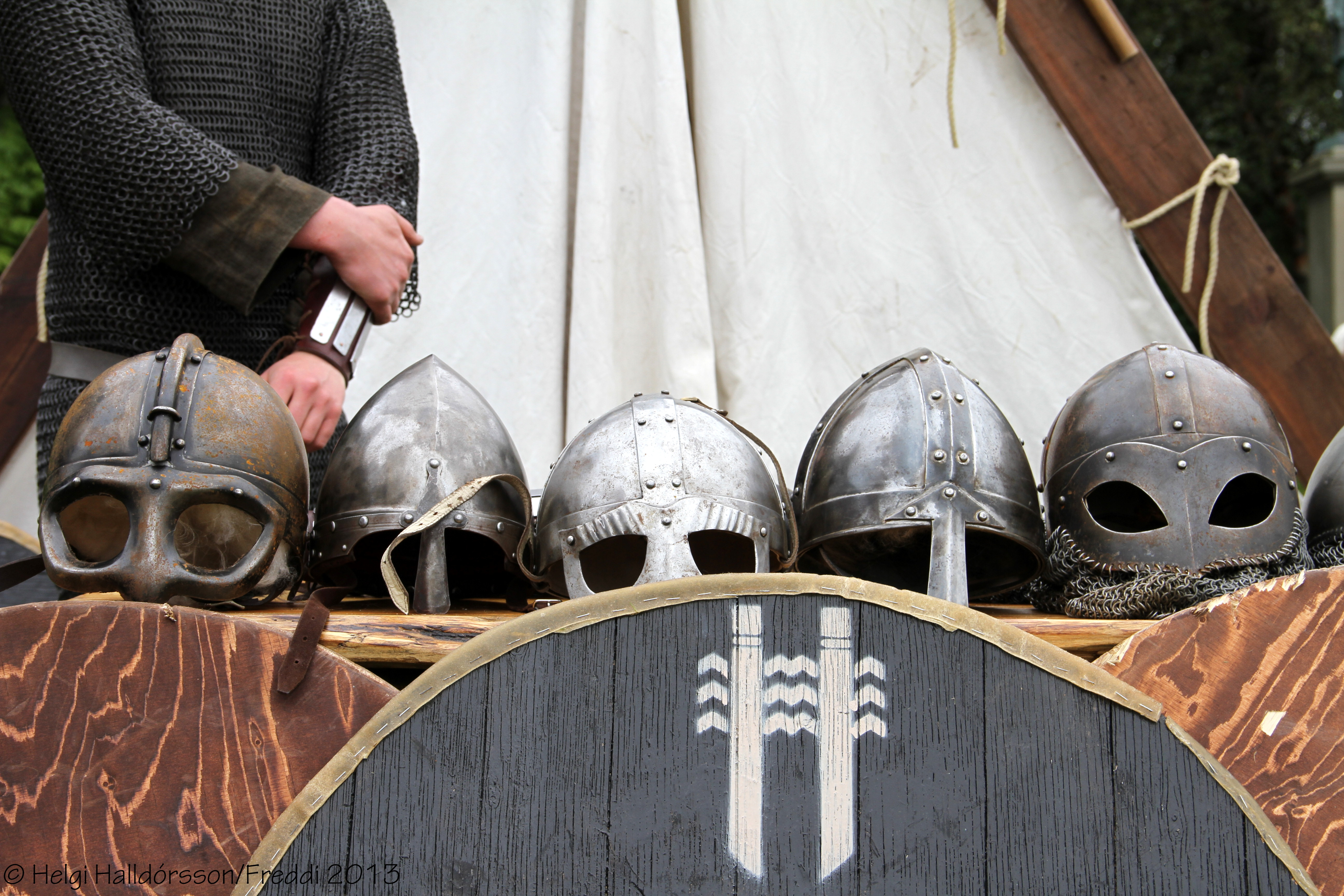
Реконструкції шоломів, де вигляд деяких навіяний знайденим в Гйормундбю
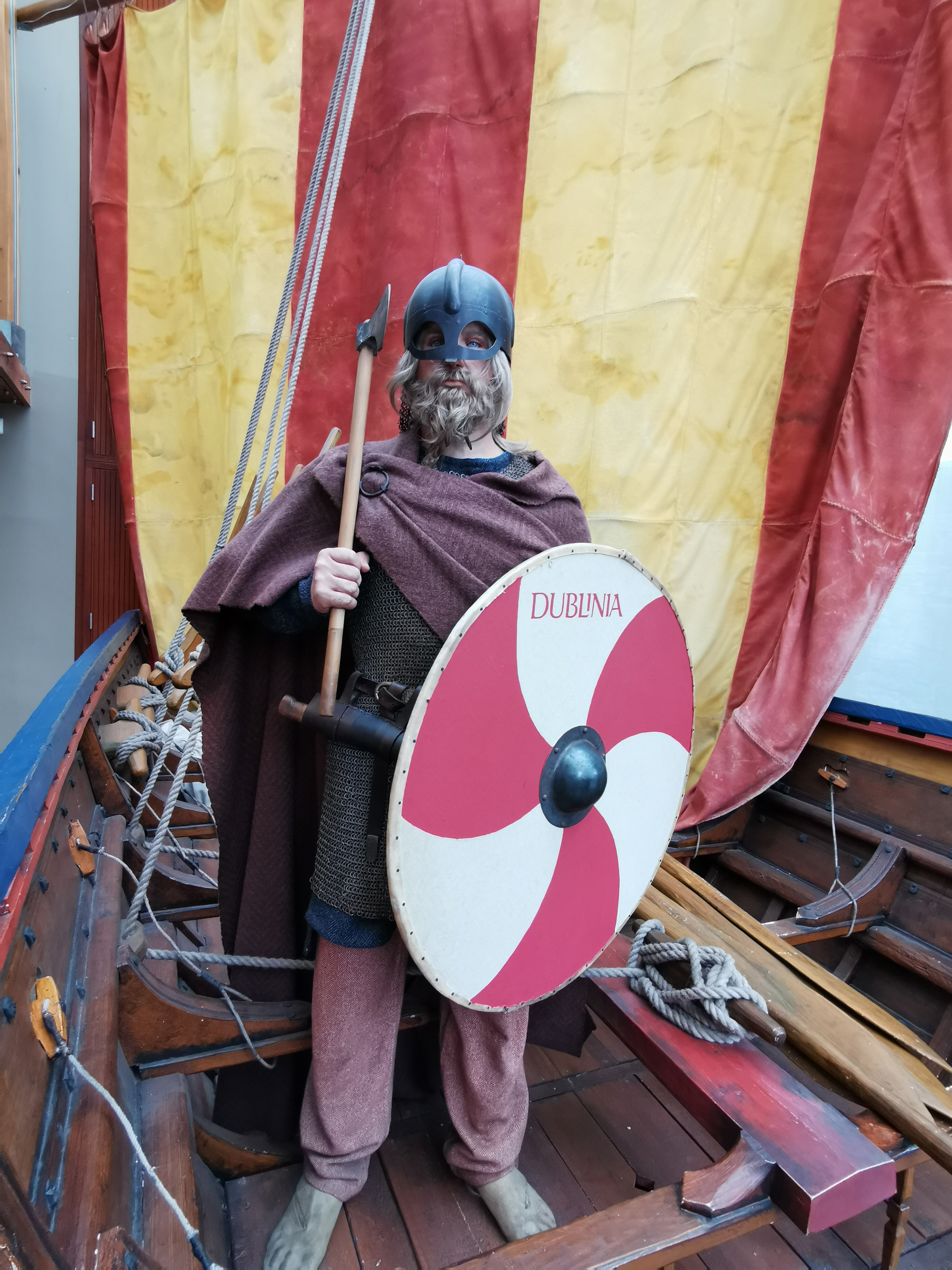
Історична реконструкція вікінга в шоломі з Гйормундбю
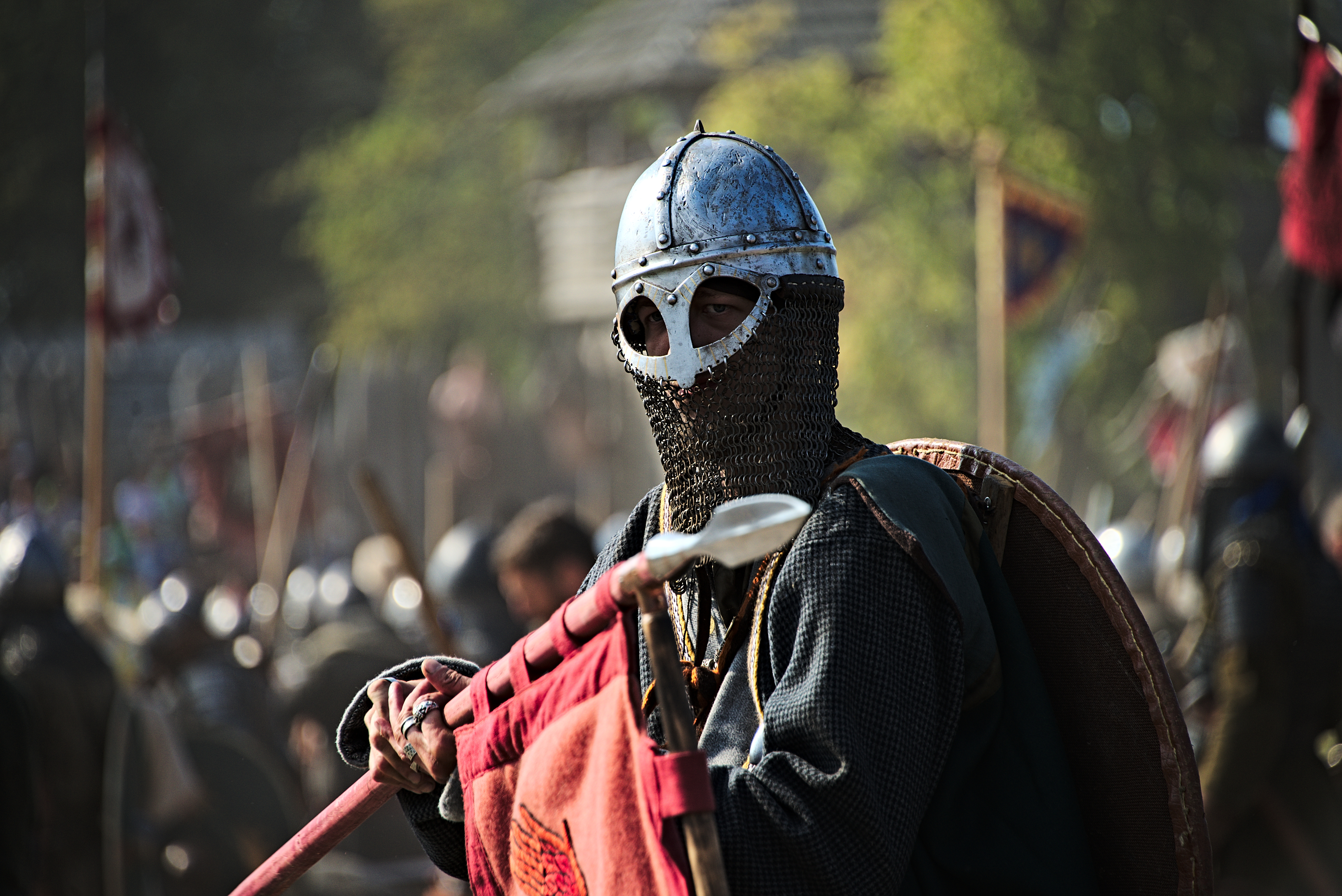
Репліка шолому з Гйормундбю на фестивалі
Шолом, схожий на знайдений в Гйормундбю, у радянсько-норвезькому фільмі "І на камінні ростуть дерева", над костюмами в якому працювали спеціалісти-медієвісти, 1985 р.